# 多頻度小口配送
多頻度小口配送（たひんどこぐちはいそう）とは商業用語の一つ。従来ならば小口への顧客への配送はメーカー側が設定した大きな単位ごとに配送していたものが、社会の変化などから、必要とされている時に必要な数だけを配送するという形に変わっていき、そのため顧客の元へは頻繁に配送されるようになるということである。だが多頻度小口配送が行われるようになった結果、社会においては交通渋滞や環境問題などの新たな問題も発生している。そのため国土技術政策総合研究所ではこれらの問題の解決のために商慣行の改善策が出されるなどされている。